# Municipio de Brady (condado de Lycoming)
El municipio de Brady  (en inglés: Brady Township) es un municipio ubicado en el condado de Lycoming en el estado estadounidense de Pensilvania. En el año 2000 tenía una población de 494 habitantes y una densidad poblacional de 22.1 personas por km².

## Geografía
El municipio de Brady se encuentra ubicado en las coordenadas 41°10′26″N 76°56′39″O / 41.17389, -76.94417.

## Demografía
Según la Oficina del Censo en 2000 los ingresos medios por hogar en la localidad eran de $43,958 y los ingresos medios por familia eran $45,313. Los hombres tenían unos ingresos medios de $30,294 frente a los $24,531 para las mujeres. La renta per cápita para la localidad era de $17,789. Alrededor del 6,7% de la población estaban por debajo del umbral de pobreza.